# Freemium
Un software este freemium (termen compus din  free + premium) dacă poate fi utilizat fără plată, cu o parte din caracteristici, pe timp nedefinit, dar care are mai multe caracteristici avansate a căror activare necesită plată.
Se deosebește de oferta free trial la care utilizarea fără plată, cu o parte sau toate caracteristicile programului, este permisă o perioadă de timp limitată, suficientă pentru a-i permite utilizatorului să se convingă că merită să plătească pentru utilizarea sa integrală și nestingherită.
Freemium , o variantă a cuvintelor „free” și „premium", este o strategie de stabilire a prețurilor prin care un produs sau serviciu de bază este furnizat gratuit, dar banii (o premium) sunt taxați pentru funcții, servicii sau virtuale suplimentare (online). ) sau bunuri fizice (offline) care extind funcționalitatea versiunii gratuite a software-ului.  Acest model de afaceri a fost folosit în industria software încă din anii 1980. Un subset al acestui model folosit de industria jocurilor video se numește free-to-play .